# جريمة هنري (فلم)
جريمة هنري (بالإنجليزية: Henry's Crime) فيلم كوميدي رومانسي أمريكي تم إصداره عام 2010 من إخراج مالكولم فنفيل و بطولة كيانو ريفز، فيرا فارميجا.
عرض الفيلم لأول مرة في مهرجان تورونتو السينمائي الدولي في 14 سبتمبر 2010.

## ملخص قصة
الفيلم يتبع هنري (ريفز) ، الذي يذهب إلى السجن بتهمة السرقة التي لم يرتكبها. بمجرد إطلاق سراحه ، يخطط لسرقة نفس البنك مع زميله السابق ماكس (كان).

## روابط خارجية
مقالات تستعمل روابط فنية بلا صلة مع ويكي بيانات